# 5. SS-Panzer-Division Wiking

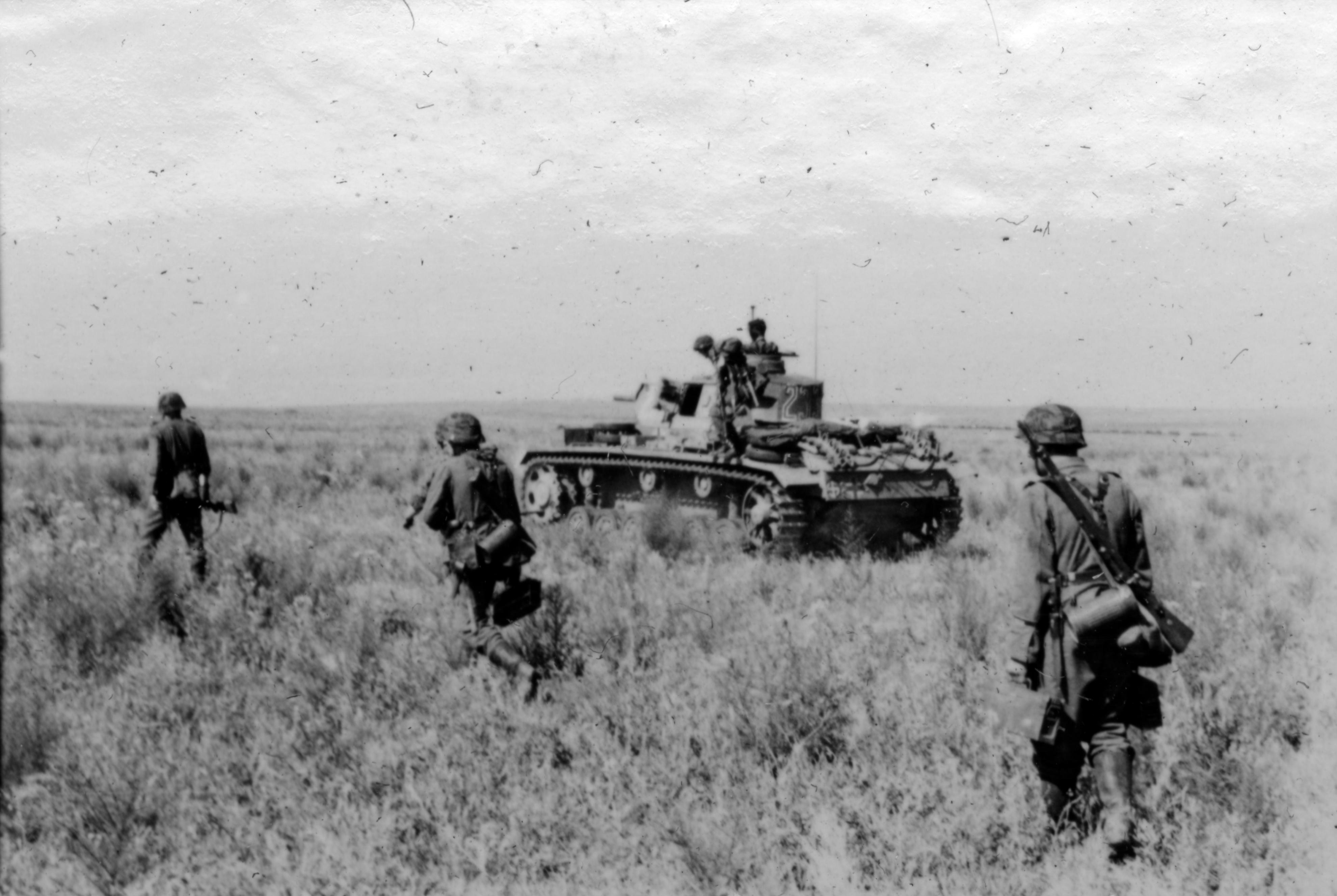
Trupp från Division Wiking under framryckning i Ryssland den 21 juni 1942.

5. SS-Panzer-Division Wiking var en tysk Waffen-SS division för utländska frivilliga under andra världskriget vilken stred mot Sovjetunionen på östfronten. När Wiking skapades 1 december 1940 var den ursprungligen en pansargrenadjärdivision, men utvecklades 1944 till en pansardivision. Wiking anses i viss efterkrigslitteratur som en av de mer framgångsrika Waffen-SS-divisionerna.

## Formering och träning
Efter framgångarna med SS-divisionerna Leibstandarte Adolf Hitler, Das Reich och Totenkopf under de tidiga kampanjerna i Polen och på Västfronten ville tyskarna utvidga antalet Waffen-SS divisioner. Med en stor del utländska frivilliga soldater från Norge, Sverige, Danmark, Belgien, Nederländerna, Finland och Estland, beslöts det att forma en division för dessa tillsammans med tyska soldater.
I februari 1941 anslöts Finländska frivilligbataljonen i Waffen-SS bestående av finska veteraner från Vinterkriget till divisionen och utökade dess styrka ytterligare. Divisionen var formad kring de tre huvudregementena: Germania, med tyska rekryter; Westland, med holländska rekryter; och Nordland med danska, norska och ett antal svenska rekryter, vilka var minst 260 man medan andra uppgifter menar att det kan ha varit så många som 500 personer. Befälet över divisionen tilldelades Felix Steiner som tidigare hade lett Das Reichs regemente Deutschland.
Efter att formeringen var komplett skickades divisionen till Heuberg för utbildning. I april 1941 ansågs Wiking redo för strid och beordrades i juni 1941 att deltaga i en offensiv genom Ukraina under Operation Barbarossa som del av armégruppen Heeresgruppe Süd.

## Slag
Wiking deltog i Operation Barbarossa och deras första strid ägde rum nära Tarnopol i Galizien. Där löste divisionen sina uppgifter på ett tillfredsställande sätt.
Wehrmacht var emellertid, eftersom divisionen hade mycket begränsad erfarenhet, skeptisk till att använda divisionen i större uppdrag och i stället beordrades Wiking att upprätta en försvarslinje runt ett brohuvud längs floden Dnepr. Trots ihärdiga fientliga attacker höll divisionen sina ställningar och kunde avancera till Rostov-na-Donu. På detta sätt, trots ibland svårt motstånd, visade man för Wehrmacht att man kunde svara mot de krav som ställdes på divisionen.
Våren 1942 skulle Wiking avancera in i Kaukasus, en operation som gick under kodnamnet Operation Maus och som utgjorde en del av den södra armégruppens Fall Blau, med målet att inta Stalingrad och erövra oljefälten vid Baku. Offensiven inleddes mitt i sommaren och var överraskande framgångsrik. Efter sex veckor hade Wiking trängt djupt in i Kaukasus ända till floden Terek. Divisionen medverkade i krossandet av Warszawaupproret 1944.

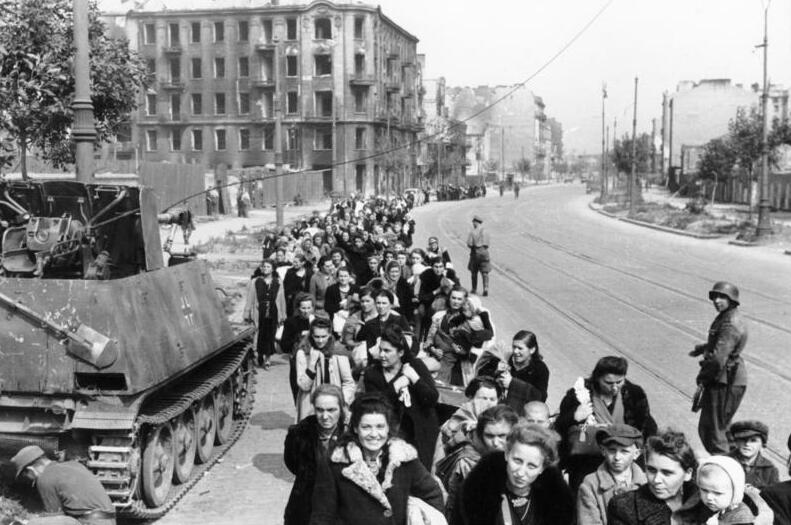
Flyende civila passerar en Marder II från Division Wiking under Warszawaupproret 1944.

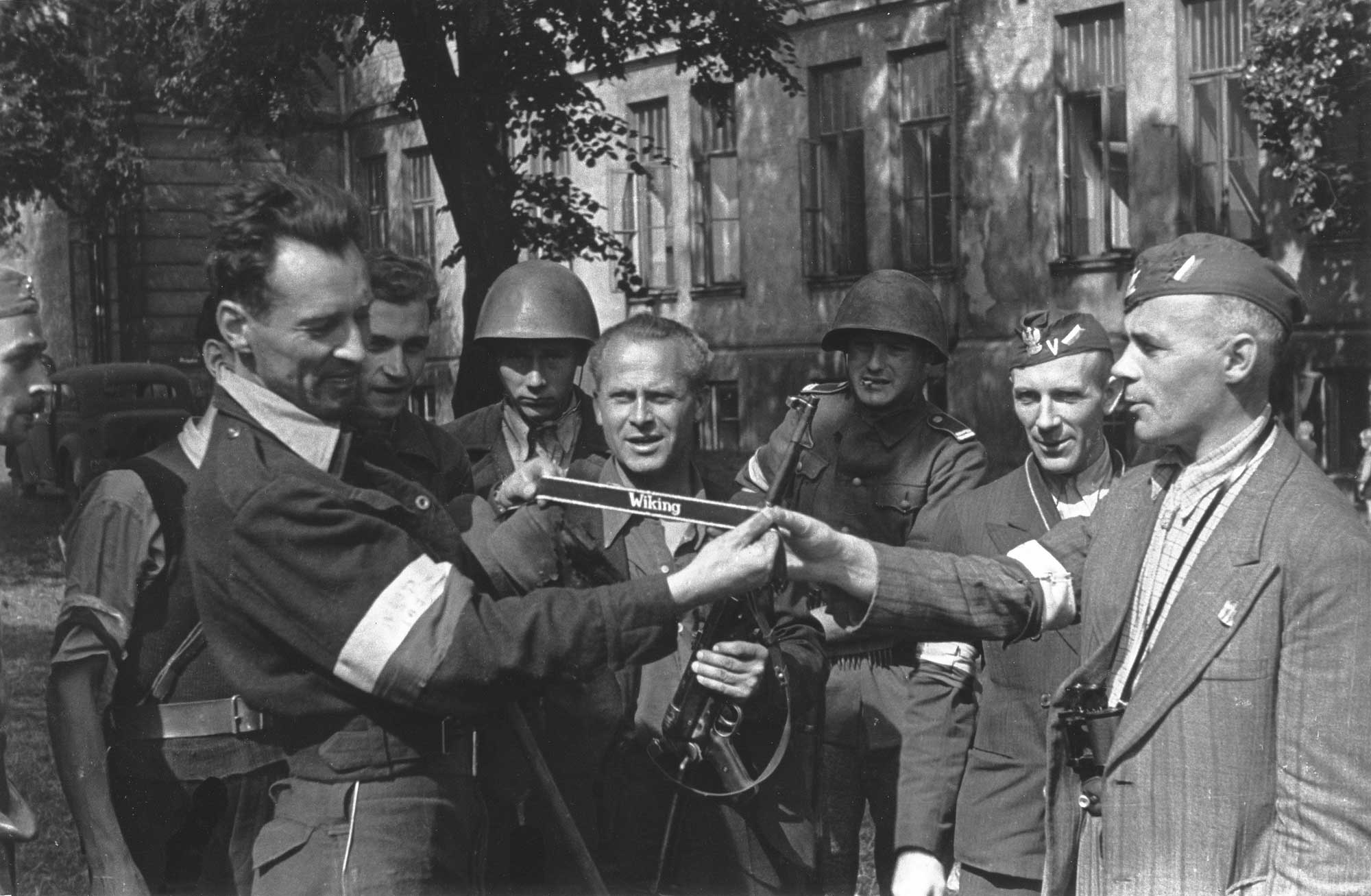
Polska upprorsmän i Warszawa (bland dem kpt. Cyprian Odorkiewicz "Krybar") presenterar byte: ett Wiking-armband slitet från divisionmedlem.

## Befälhavare
- SS-Obergruppenführer Felix Steiner (1 december 1940 - 1 maj 1943)
- SS-Obergruppenführer Herbert-Otto Gille (1 maj 1943 - 6 augusti 1944)
- SS-Oberführer Eduard Deisenhofer (6 augusti 1944 - ? Aug 1944)
- SS-Standartenführer Johannes Mühlenkamp (? augusti 1944 - 9 oktober 1944)
- SS-Oberführer Karl Ullrich (9 oktober 1944 - 5 maj 1945)

## Komponenter
Divisionens komponenter vid två olika tidpunkter före och efter den gradvisa förändringen från pansargrenadjärdivision till pansardivision.

### Februari 1943
- SS-Panzergrenadier-Regiment Germania
- SS-Panzergrenadier-Regiment Nordland
- SS-Panzergrenadier-Regiment Westland
- Finnisches Freiwilligen-Batallion der Waffen-SS
- SS-Panzer-Abteilung Wiking
- SS-Artillerie-Regiment 5
- SS-Panzerjäger-Abteilung 5
- SS-Aufklärungs-Abteilung 5
- SS-Flak-Abteilung 5
- SS-Pionier-Bataillon 5
- SS-Nachrichten-Abteilung 5
- SS-Feldersatz-Bataillon 5
- SS-Versorgungseinheiten 5

### April 1944
- SS-Panzergrenadier Regiment 9 Germania
- SS-Panzergrenadier Regiment 10 Westland
- SS-Panzer Regiment 5
- SS-Panzer Artillerie Regiment 5
- Estnisches SS-Freiwilligen-Panzer-Grenadier-Batallion Narwa
- SS-Sturmbrigade Wallonien
- SS-Panzerjager-Abteilung 5
- SS-Sturmgeschutz-Abteilung 5
- SS-Sturmgeschutz-Batterie 5
- SS-Panzer-Artillerie-Regiment 5
- SS-Flak-Abteilung 5
- SS-Werfer-Abteilung 5
- SS-Panzer-Nachrichten-Abteilung 5
- SS-Panzer-Aufklarungs-Abteilung 5
- SS-Panzer-Pionier-Batallion 5
- SS-Dina 5
- SS-Instandsetzungs-Abteilung 5
- SS-Wirtschafts-Batallion 5
- SS-Sanitats-Abteilung 5
- SS-Feldlazarett 5
- SS-Kriegsberichter-Zug 5
- SS-Feldgendarmerie-Trupp 5
- SS-Feldersatz-Batallion 5

## Populärkultur
SS-Panzer-Division Wiking förekommer i prologen till den svenska vampyrfilmen Frostbiten. Filmens prolog följer en grupp soldater ur divisionen på flykt undan Röda Armén. Bland dem finns två svenskar. Soldaterna gömmer sig i en stuga och blir anfallna av vampyrer. En av svenskarna överlever, men blir smittad och tar med sig smittan till Norrbotten där han blir grunden till en stam svenska vampyrer. Med undantag för vampyrerna skildrar scenen historiska fakta mycket autentiskt.